# Weme
El weme (o gbe, weme) és una llengua gbe que parlen els wemes que viuen als departaments d'Ouémé i d'Atlantique a Benín. El seu codi ISO 369-3 és wem i el seu codi al glottolog és weme1239.

## Població, territori i pobles veïns
El 1991 hi havia 60.000 wemes i segons el joshuaproject n'hi ha 261.000. Aquests tenen el territori als municipis d'Adjohoun, Bonou, Dangbo, Aguégué i Akpro-Missérété del departament d'Ouémé, a la riba del riu Ouémé i als municipis de Zè i d'Abomey-Calavi del departament Atlantique.
Els wemes tenen com a veïns els guns i els tofins, al sud; els ayizos a l'oest; els fon, al nord; i els nagos orientals, que parlen la llengua defoid nago oriental.

## Família lingüística
El weme és una llengua kwa, família lingüística que forma part de les llengües Benué-Congo. Concretament, segons l'ethnologue, forma part del grup lingüístic de les llengües gbes. Segons l'ethnologue, hi ha 21 llengües gbe: l'Aguna, l'ewe, el gbe, ci, el xwla oriental, el gbesi, el kotafon, el saxwe, el waci, el xwela occidental, el xwela, el kpessi, sis llengües aja (aja, ayizo, defi, tofin, weme i gun), dues llengües fons (fon i gbe, maxi) i la llengua gen, considerada l'única llengua mina. Segons el glottolog, és una de les llengües gbes orientals juntament amb el gbe, gbesi; l'ayizo; el gbe, xwla oriental; el fon; el gbe, ci; el gun; el kotafon; el gbe, maxi; el saxwe; el tofin; el weme; el xwla occidental; el wudu i el gbe, xwela.

## Sociolingüística, estatus i ús de la llengua
El weme és una llengua vigorosa (EGIDS 6a): Tot i que no està estandarditzada, és utilitzada per persones de totes les generacions a la llar i en societat i la seva situació és sostenible. Els wemes també parlen el fon i el francès com a segones llengües.